# Gesundheitswesen in Ghana

Politische Karte von Ghana

Das Gesundheitswesen in Ghana steht grundsätzlich auf zwei Hauptsäulen. Zum einen hat die traditionelle Medizin vor allem in den Ländlichen Gebieten aber auch bei Anhängern der traditionellen Religionen ihren Platz bis heute behalten. Daneben existiert schon seit einigen Jahrzehnten ein immer stärker werdendes westliches Gesundheitssystem, das der Staat fördert, in dem aber auch einige internationale Hilfsorganisationen ihren Beitrag leisten.

## Traditionelle Medizin
In der vorkolonialen Zeit gab es wie überall in tropischen afrikanischen Ländern kein mit Europa vergleichbares Gesundheitssystem. In der Regel waren traditionelle Priester für die Versorgung der Kranken zuständig. Sie behandelten Krankheiten mit einer Kombination von Ritualen und Kräutern. So wurden körperliche Leiden neben der spirituellen Heilung auch regelmäßig mit Kräutern und ähnlichen natürlichen Heilungsmitteln versorgt. Hauptsächlich in den Regenwaldgebieten gibt es bis heute viele Pflanzen, die heilende Wirkungen haben. Die Wundheilung wurde teilweise durch einen Brei aus Baumrinde und Kräutern unterstützt, Kräutertees und Umschläge bei inneren Erkrankungen angewendet. So gab es natürliche Mittel, die als Gegengifte eingesetzt wurden oder zur Stabilisierung einer Schwangerschaft eingesetzt wurden.
Bis heute haben diese traditionellen Heilmethoden, vor allem in ländlichen Gegenden, ihren Platz. Auch nachdem der Islam im 14. Jahrhundert Einzug gehalten hat und nach der Christianisierung durch die Missionare war der traditionelle Glaube an die Heilkünste der Priester und Kräuterkunden nicht aus dem Leben der Ghanaer verschwunden. Selbst Christen oder Muslime suchen nicht selten bei einer Krankheit lieber auch einen traditionellen Heiler auf.
In Nsawam in der Greater Accra Region wurde in den sechziger Jahren die Association of Traditional Healers (Vereinigung der traditionellen Heiler) gegründet. Hier wird an der Rolle der traditionellen Heiler im Gesundheitswesen Ghanas gearbeitet.

## Westliche Medizin
Erst mit den Missionaren des neunzehnten Jahrhunderts wurde in die Kolonie Goldküste die westliche Medizin eingeführt. Bis nach dem Ersten Weltkrieg blieben die Missionare die einzigen organisierten Anlaufstellen für westliche Medizin für die Ghanaer. In der Kolonie wurde auf das Gesundheitswesen durch die Kolonialherren kein besonderes Augenmerk gelegt. Insbesondere in der Gesundheit der Frauen wie auch in der Medizin für Kinder sahen die Kolonialmächte früherer Zeiten wenig Sinn. Männer galten als die begehrten Arbeitskräfte. Für sie bemühte man sich eher beispielsweise um Wundheilung, damit die Arbeitskraft schnell wieder erlangt werden konnte.
Bis heute hat die Medizinische Versorgung durch Missionare, Kirchen und andere Religionsgemeinschaften einen wichtigen Stellenwert. Zwar hat der ghanaische Staat das Gesundheitswesen in den Städten gut ausgebaut, doch gerade auf dem Land und im Norden ist das Gesundheitswesen noch immer auf westliche Hilfen und Einrichtungen angewiesen. In Tamale und Sunyani sind katholische Krankenhäuser eingerichtet, in Efiduasi Asokori wurde durch Ahmadiyya Muslim Jamaat eine medizinische Einrichtung eröffnet. In Agogo in der Eastern Region und in Dormaa Ahenkro in der Bono Region unterhält die Presbyterianische Kirche von Ghana Krankenhäuser. Unter Gouverneur Frederick Gordon Guggisberg (1919–1927) wurden von den britischen Kolonialherren erstmals größere Anstrengungen unternommen, westliche Medizin für die Ghanaer anzubieten. Guggisberg entwickelte einen Zehnjahresplan, in den die Planung des Ausbaus der Städte, die Versorgung der Bevölkerung mit sauberem Wasser und die Einrichtung von Krankenhäusern fiel. Ghanas erstes offizielles, auch ausbildendes Krankenhaus wurde in der damaligen Goldküste im Jahr 1925 unter Gouverneur Guggisberg eröffnet.
Seit dem Zweiten Weltkrieg ist der Fokus immer stärker auf das Gesundheitswesen gelegt worden. Auch internationale Hilfsorganisationen wie die WHO und UNICEF richteten Hilfsprogramme und finanzielle Budgets ein, um das Gesundheitssystem nach westlichen Maßstäben auszurüsten. Der Standard der in dieser Zeit eingerichteten Krankenhäuser ließ den Mangel an finanzieller Kraft deutlich hervortreten und viele Ghanaer hatten immer noch kein großes Vertrauen in die ungewohnten Methoden. Die traditionelle Medizin spielte weiterhin eine große Rolle.

## Daten zum Gesundheitswesen
| Kindersterblichkeit in Ghana je 1000 Einwohner | Kindersterblichkeit in Ghana je 1000 Einwohner | Kindersterblichkeit in Ghana je 1000 Einwohner | Kindersterblichkeit in Ghana je 1000 Einwohner |
| ---------------------------------------------- | ---------------------------------------------- | ---------------------------------------------- | ---------------------------------------------- |
| Erhebungsjahr                                  | Jungen                                         | Mädchen                                        | Gesamt                                         |
| 1988                                           | 79,2                                           | 79,4                                           | 158,6                                          |
| 1993                                           | 63,4                                           | 62,2                                           | 125,6                                          |
| 1998                                           | 53,3                                           | 51,4                                           | 104,7                                          |
| 2003                                           | 44,2                                           | 52,3                                           | 96,5                                           |

Ghana ist grundsätzlich kein Land, das aufgrund von Dürrekatastrophen oder sonstigen Problemen an einem Mangel an Nahrungsmitteln leidet. Die ungleiche Verteilung der Nahrungsmittel stellt jedoch ein Problem dar. So leben noch im Jahr 2000 etwa 20 Prozent der Kinder unter fünf Jahren mit Unterernährung. Diese Zahl hat sich aber in den letzten Jahren deutlich verbessert. Im Jahr 1985 galten noch etwa 35 Prozent der Kinder der gleichen Altersstufe als unterernährt.
Die Sterblichkeitsquote von Kindern bis vier Jahren sank in den letzten 20 Jahren erheblich. So starben auf 1000 Geburten noch 79,2 Jungen und 79,4 Mädchen im Jahr 1988. Bereits 1993 war die Zahl auf 63,4 bei Jungen und 62,2 bei Mädchen gesunken. Im Jahr 2003 starben von 1000 Kindern noch 44,2 Jungen und 52,3 Mädchen.
Auch die Zahl der Impfungen stieg den vergangenen Jahren erheblich. Im Jahr 2004 wurden ungefähr 80 Prozent der Kinder gegen Diphtherie und Polio geimpft. Die Müttersterblichkeit sank seit 1990 von ungefähr 740 von 100.000 Geburten (ca. 0,74 %) auf ungefähr 540 von 100.000 Geburten (ca. 0,54 %), wobei die Zahl der Geburten, die durch medizinisches Personal überwacht wurden nur leicht anstieg von etwa 40 Prozent im Jahr 1986 auf etwa 47 Prozent im Jahr 2004.
Im ganzen Land regulierten im Jahr 2005 etwa 25,2 Prozent Frauen ihre Schwangerschaften durch irgendeine Methode der Geburtenkontrolle, dabei lag der Anteil des Kondoms als Verhütungsmethode 2003 bei ungefähr 12,7 Prozent.
Im Jahr 2001 lebten ca. 200.000 Kinder, von denen beide Eltern oder mindestens ein Elternteil an AIDS gestorben ist in Waisenhäusern.
Entwicklung der Lebenserwartung im Ghana über Zeit
| Jahr | Lebenserwartung in Jahren | Jahr | Lebenserwartung in Jahren |
| ---- | ------------------------- | ---- | ------------------------- |
| 1960 | 45,8                      | 1990 | 56,8                      |
| 1965 | 47,8                      | 1995 | 57,5                      |
| 1970 | 49,3                      | 2000 | 57,0                      |
| 1975 | 50,8                      | 2005 | 58,7                      |
| 1980 | 52,3                      | 2010 | 60,6                      |
| 1985 | 54,1                      | 2015 | 62,4                      |